# Lac des Chats
Le Lac des Chats est une étendue d'eau formée par l'élargissement de la rivière des Outaouais situé à 50 km à l'ouest de la ville de Gatineau au Québec et en Ontario (Canada), d'une longueur de 43 km et une largeur de 3,1 km. Le lac est bordé au nord au Québec par la municipalité régionale de comté de Pontiac, de la région administrative de l'Outaouais ; et au sud en Ontario par les municipalités de Arnprior, Horton et McNab/Braeside (tous les trois dans le comté de Renfrew) et par la ville d'Ottawa. Depuis 1931, l'eau du lac est retenue par l'aménagement hydroélectrique de la Chute-des-Chats, une installation exploitée conjointement par Ontario Power Generation et Hydro-Québec.

## Géographie

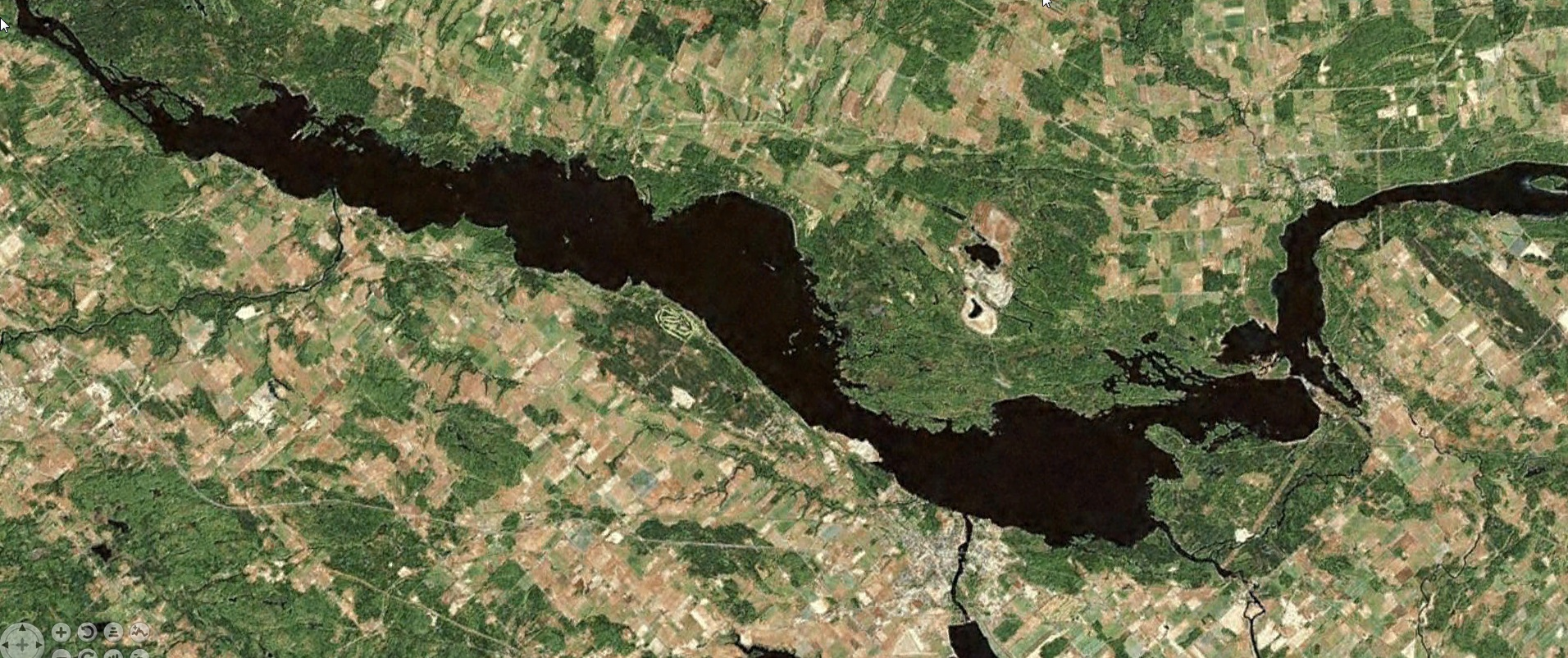
Vue satellite

## Histoire
En 1613, Samuel de Champlain, en remontant la rivière des Outaouais, traverse ce lac à l'occasion d'un voyage d'exploration vers l'Isle-aux-Allumettes pour y rencontrer les Algonquins. Il écrit : 

« Poursuiuas nostre route nous passames deux autres Saults, l'Vn par terre, l'autre à la rame & avec des perches en deboutant, puis entrasmes dans un lac ayant 6 ou 7 lieus de long, où se descharge enu rivière venant du Sud, oa à cinq iournées de l'autre rivire il y a des peuples qui y habitet appelés Matou-oüescarini. »

Tout comme l'ensemble de la rivière des Outaouais, le lac devient rapidement une route d'accès vers les fourrures des Pays d'en Haut (bassin des Grands Lacs), de l'Ouest et de la baie James. Pierre de Troyes l'empruntera d'ailleurs en 1686 pour réduire au silence les forts anglais de la baie James. Denonville indique seulement «Les chats» dans un manuscrit de 1686.
En 1786, Joseph Mondion, s'installe au sault aux Chats, à l'extrémité ouest du lac Deschênes, entre ce dernier et le lac des Chats. Le petit poste de traite, secondaire ou saisonnier, est construit dans la région du lac en 1798. Le nom Pontiac a été attribué à ce poste vers 1820. La Compagnie du Nord-Ouest et la Compagnie de la Baie d'Hudson y seront actives jusqu'au déclin du poste, au début des années 1830.

## Toponymie
Il existe plusieurs hypothèses sur l'origine de ce toponyme :
- nombreuses roches qui égratignent les canots des voyageurs selon le Pierre de Troyes, en 1686 ;
- chats sauvages (raton laveur) peuplant les forêts environnantes ;
- massette à larges feuilles ressemblant à des queues de chats et qui auraient poussé sur les rives du lac ;
- rapides en forme de griffes ;
- nom populaire anglais désignant un insecte de la région.